# پیام حیدری (استاد)
پیام حیدری یک دانشمند در زمینه مهندسی برق اهل ایران است.
وی مدرک دکترایش را از دانشگاه کالیفرنیای جنوبی در سال ۲۰۰۱ اخذ کرد.
او هم‌اکنون در دانشگاه کالیفرنیا، ارواین استاد رشتهٔ مهندسی برق است.